# BSフジLIVE ソーシャルTV ザ・コンパス
『BSフジLIVE ソーシャルTV ザ・コンパス』（ビーエスフジ・ライブ ソーシャルティーヴィー ザ・コンパス）は、BSフジで2012年4月28日から2013年3月23日まで毎週土曜日 21:00 - 22:25（JST）に生放送されていた情報番組・討論番組。通称は「ザ・コンパス」。

## 概要
関心の集まるニュースやカルチャーについて視聴者の意見をfacebook上にテーマを投げかけ、生放送中にその意見を集約し、有識者や専門家と視聴者が自分らが進む道への指針となるような方向性を見出していく番組。
また、生放送と同時にニコニコ生放送において、「ニコ生×BSフジ ニコニ（コ）ンパス」として放送されていた。
不定期で、当番組のオピニオンメンバーであるショーン･KがDJを担当するJ-waveの「MAKE IT 21』と一部同時放送を行っている。
2013年3月23日の放送を以て終了。

## 出演者
オピニオンキャスター（メインMC）
- 西尾由佳理（フリーアナウンサー）

オピニオンナビゲーター（情報キャスター）
- 野島卓（フジテレビアナウンサー）

SNSウォッチャー
- 石田紗英子

オピニオンアナリスト（レギュラーコメンテーター）
- 河野勝（早稲田大学政治経済学部教授）
- 夏野剛（慶応義塾大学特別招聘教授）
- 中野晃一（上智大学国際教養学部教授）
- 飯田泰之（駒澤大学経済学部准教授）
- 石川和男（東京財団上席研究員）
- クロサカタツヤ（株式会社企 代表取締役）

ナレーション
- 山崎岳彦

### 出演者の休業時代理
- 渡辺和洋（2012年9月22日、2013年3月2日・野島卓の代行）

## スタッフ
- ナレーション：山崎岳彦
- 構成：木村仁、北村和也、下尾雅美、植田祐介
- 企画：堤康一
- スーパーバイザー：蛯名敏彦（こころ）
- COMPASS事務局：岩田崇
- SNS統括：福原伸治、西村朗
- 総合演出：石原康就
- プロデューサー：宗像孝
- 制作・著作：BSフジ